# Bananowy ekwiwalent

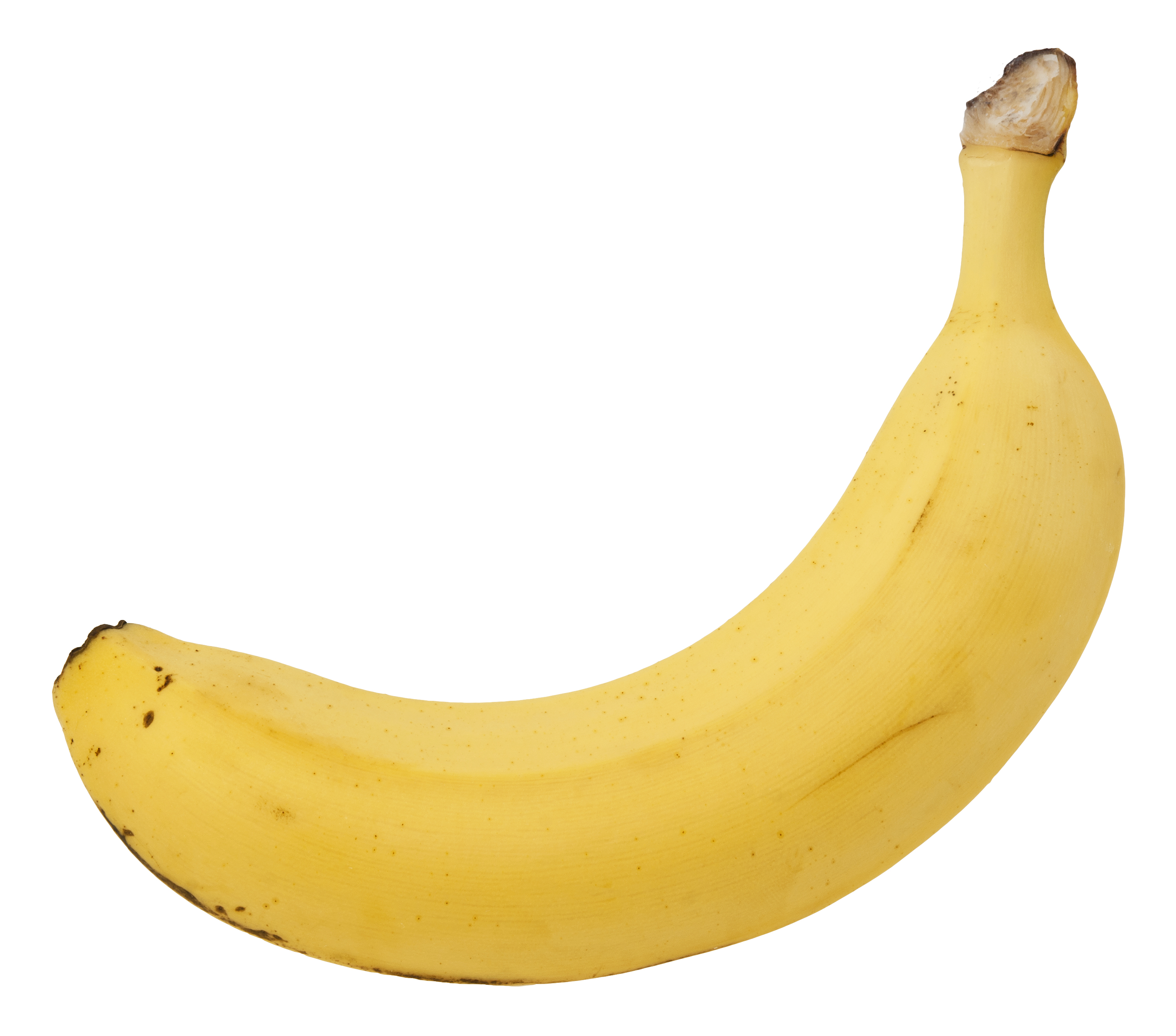
Banan zawiera naturalnie występujący materiał radioaktywny w postaci potasu-40.

Bananowy ekwiwalent (ang. banana equivalent dose, BED) – nieformalna jednostka miary promieniowania jonizującego, mająca służyć jako przykład edukacyjny, pozwalający porównać daną dawkę radioaktywności z dawką, na którą jest się narażonym, jedząc jednego banana. Banany zawierają naturalnie występujące izotopy radioaktywne, zwłaszcza potas-40 (40K). Jeden BED szacuje się jako wielkość zbliżoną do 10-7 siwerta (0,1 μSv). Potas z żywności jest wydalany z moczem i nie kumuluje się w organizmie, toteż BED ma znaczenie wyłącznie edukacyjne i nie jest formalnie przyjętym pomiarem promieniowania.

## Historia
Autorstwo terminu jest niepewne, aczkolwiek wczesną wzmiankę można znaleźć na liście mailingowej RadSafe dotyczącej bezpieczeństwa jądrowego w 1995 roku, gdzie Gary Mansfield z Lawrence Livermore National Laboratory wspominał, że odkrył przydatność BED jako „bardzo użytecznego przy wyjaśnianiu pojęcia nieskończenie małej dawki (i nieskończenie małego ryzyka) społeczeństwu”. Wyliczył on wówczas, że spożycie 150-gramowego banana wiąże się z przyjęciem dawki promieniowania o sile około  0,1 μSv.

## Zastosowanie
BED stanowi jednostkę nieformalną, więc wszelkie równoważności są z konieczności przybliżone; zwrócono uwagę na jej przydatność dla edukowania szerszych grup odbiorców nt. radioaktywności.

Przybliżone dawki promieniowania, podane w siwertach, od trywialnych do śmiertelnych. BED jest trzecim od góry w sekcji niebieskiej

Narażenie na promieniowanie wynikające ze spożycia banana wynosi około 1% średniej codziennej ekspozycji na promieniowanie, odpowiadającej zatem 100 BED. Maksymalny dozwolony wyciek promieniowania dla elektrowni jądrowej odpowiada 2500 BED (250 μSv) rocznie, podczas gdy tomografia komputerowa klatki piersiowej dostarcza 70 000 BED (7 mSv). Nagła śmiertelna dawka promieniowania wynosi około 35 000 000 BED (3,5 Sv, 350 rem). Osoba mieszkająca ok. 16 km od reaktora jądrowego Three Mile Island otrzymała przeciętnie 800 BED ekspozycji na promieniowanie podczas incydentu w Three Mile Island w 1979.

## Obliczanie dawki

### Źródło radioaktywności
Głównym naturalnym źródłem radioaktywności w tkance roślinnej jest potas: 0,0117% naturalnie występującego potasu to niestabilny izotop potasu-40. Izotop ten rozpada się z okresem półtrwania około 1,25 miliarda lat (4×1016 sekund). W związku z tym radioaktywność naturalnego potasu wynosi około 31 bekereli/gram (Bq/g), co oznacza, że w jednym gramie pierwiastka około 31 atomów rozpada się w każdej sekundzie. Ponieważ przeciętny banan zawiera około pół grama potasu, będzie miał aktywność około 15 Bq. Mimo że radioaktywność pojedynczego banana jest znikoma z punktu widzenia medycyny czy środowiska, to ciężarówka załadowana bananami może wywołać fałszywy alarm podczas kontroli na bramkach dozymetrycznych służących do wykrywania możliwego przemytu materiałów jądrowych.
Dawkę przyjętą z połkniętego materiału określa się jako „dawkę obciążającą” (ang. committed dose). Opierając się na wyliczeniach Agencji Ochrony Środowiska Stanów Zjednoczonych (EPA) dla dawki obciążającej przy spożyciu czystego potasu-40, można przyjąć, że jeden BED wynosi około 0,078 μSv. Z kolei biorąc za podstawę wartości dawki obciążającej potasu-40 przyjęte przez Międzynarodową Komisję Ochrony Radiologicznej, należałoby uznać wartość BED jako ok. 0,096 μSv. W nieformalnych publikacjach szacunek ten zaokrągla się do 0,1 μSv.  

### Krytyka
Niektórzy autorzy zwracają uwagę na bezsensowność koncepcji bananowego ekwiwalentu, argumentując, że spożycie banana nie zwiększa ekspozycji na radioaktywny potas. Dawka obciążająca w ludzkim organizmie w wyniku spożycia banana nie kumuluje się i nie wzrasta, ponieważ ilość potasu (a więc także 40K) w ludzkim ciele utrzymuje się na stałym poziomie w wyniku homeostazy; w związku z tym wszelki nadmiar wchłonięty wraz z pożywieniem jest szybko wydalany.
Dodatkowa ekspozycja na promieniowanie spowodowana zjedzeniem banana trwa tylko przez kilka godzin po spożyciu, tj. przez czas, jaki jest potrzebny do przywrócenia prawidłowej zawartości potasu w organizmie przez nerki. Z kolei wyliczenia dawki obciążającej 40K  EPA zakładały dłuższy, 30-dniowy okres potrzebny na pozbycie się przez organizm nadmiaru radioaktywnego izotopu. Ekspozycja wynikająca ze spożycia banana mieści się w rzędach wielkości podobnych co ta wynikająca z naturalnej obecności potasu w organizmie człowieka, w ilościach ok. 2,5 grama na kilogram, co implikuje promieniowanie rzędu ok. 5400 Bq, przez całe dorosłe życie człowieka.

## Radioaktywność innych produktów spożywczych
Inne pokarmy bogate w potas (a więc w 40K) to między innymi ziemniaki, fasola, nasiona słonecznika i orzechy. Orzechy brazylijskie (oprócz tego, że są bogate w 40K) mogą również zawierać rad, o mocy promieniowania do 444 Bq na kilogram. Tytoń zawiera śladowe ilości toru, polonu i uranu.